# Вішур (Увинський район)
Вішу́р (рос. Вишур) — село у складі Увинському районі Удмуртії, Росія.

## Населення
Населення — 399 осіб (2010; 484 в 2002).
Національний склад станом на 2002 рік:
- росіяни — 70 %
- удмурти — 29 %

## Урбаноніми[3]
- вулиці — Багерна, Жовтнева, Залізнична, Комсомольська, Північна, Піонерська, Радянська, Східна